# Red Flavor
«Red Flavor» (en hangul, 빨간 맛) es una canción grabada por el girl group surcoreano Red Velvet para su quinto miniálbum The Red Summer (2017). Escrita por Kenzie y producida por Daniel Caesar & Ludwig Lindell (también conocidos como Caesar & Loui), «Red Flavor» es una canción de dance-pop con un ambiente veranero, donde las letras hablan de una joven relación con referencias al verano. Fue publicado como el sencillo principal de The Red Summer el 9 de julio de 2017 por S.M. Entertainment, acompañado por su videoclip. 
Desde su lanzamiento, «Red Flavor» ha recibido críticas positivas de los críticos de música que lo elogiaron como un atractivo himno de verano, apareciendo en varias listas de fin de año de los críticos. La canción fue un éxito comercial en Corea del Sur, convirtiéndose en la primera canción del grupo en ubicarse en el primer lugar de Gaon Chart y su quinta canción en vender un millón de copias. También alcanzó el éxito en el extranjero, posicionándose en el cuarto lugar de Billboard World Digital Songs, siendo su primer sencillo en ingresar a las listas de Billboard en Filipinas y Japón.

## Antecedentes y lanzamiento
Siguiendo el lanzamiento del cuarto EP de Red Velvet, Rookie en febrero, S.M. Entertainment anunció el 23 de junio de 2017 que el grupo haría su regreso con el primer álbum de verano y que el videoclip ya estaba filmado. Esto marcó el segundo regreso del grupo en 2017. El 30 de junio, se publicó las primeras fotos teaser en las redes sociales del grupo. El título del álbum y la lista de canciones completa incluyendo a «Red Flavor» fueron revelados el mismo día. El 7 de julio, fue lanzado un vídeo teaser de «Red Flavor» a través del canal oficial de SM Town, con el vídeo musical siendo publicado dos días después. La canción fue publicada digitalmente el 9 de julio de 2017, junto al EP.

## Composición
«Red Flavor»  fue producido por Daniel Caesar y Ludwig Lindell, quienes anteriormente habían trabajado con varios artistas surcoreanos bajo el nombre de Caesar & Loui. En una entrevista con Tone Glow, el dúo reveló que originalmente había sido escrito para el grupo británico Little Mix con el título «Dancing with Nobody». Después de decidir que la canción también podría funcionar en el mercado del K-pop, grabaron la demo con la voz de Ylva Dimberg, cuya voz aún se escucha en las voces de fondo en el pre-estribillo. Una voz distorsionada cantando la letra de «Red Flavor» presentada en la canción fue hecha por el propio Lindell. Sus letras, las cuales fueron escritas por la compositora Kenzie, se enfocan en un amor de verano utilizando frutas como referencias.
Musicalmente, Tamar Herman de Billboard caracterizó a «Red Flavor» como una canción de electropop con «sintetizadores dramáticos y una melodía de percusión», haciendo a la canción como su sexto sencillo en seguir el concepto «Rojo». Fue compuesto en clave de A mayor con un tiempo de 125 pulsaciones por minuto.
Inicialmente publicado en coreano, una versión japonesa de la canción fue grabado para el primer escaparate japonés del grupo celebrado el 6 de noviembre de 2017.

## Promoción
Coreografiado por Kyle Hanagami quien también trabajó con el grupo en los sencillos «Be Natural» (2014), «Ice Cream Cake» (2015) y «Russian Roulette» (2016), el videoclip de la canción fue dirigido por el director Seong Chang-won, tiene un colorido tema veraniego que presenta a los cinco integrantes cantando sobre el amor en el verano mientras bailan al aire libre y hacen una fiesta en la casa. Una integrante de Red Velvet, Joy, recordó encontrarse con el fundador de S.M. Entertainment, Lee Soo-man, en una cena de SMTown, quien le reveló que había estado muy involucrado en la supervisión del título, letra, melodía, ritmo e incluso la coreografía de la canción. Fue liberado a través del canal oficial de YouTube de la discográfica el 9 de julio de 2017 con el lanzamiento digital de The Red Summer.
Un día antes del lanzamiento digital, «Red Flavor» fue interpretado por el grupo por primera vez en un concierto de SMTOWN en Seúl, considerándose como una versión no convencional. Horas después de su liberación el 9 de julio, el grupo interpretó la canción en Inkigayo, donde también presentaron «You Better Know». Continuaron promocionando la canción en otros programas musicales como The Show, M! Countdown, Music Bank y Show Champion, donde ganaron su primer trofeo para «Red Flavor» el 20 de julio de 2017. La canción era parte del primer concierto de Red Velvet titulado Red Room, que se celebró en agosto de 2017. Es la primera canción del grupo que fue grabada e interpretada en japonés para su primer escaparate en Japón.

## Rendimiento comercial
Dentro de las primeras 24 horas después de su lanzamiento, «Red Flavor» superó rápidamente siete listas digitales coreanas y la lista digital de iTunes de ocho países. En la tercera semana de julio de 2017, la canción debutó en el primer puesto de Gaon Digital Chart, dando así al grupo su primer éxito digital número 1. También debutó en el primer lugar de Gaon Download Chart con 291.643 descargas, convirtiéndose en el disco más vendido del grupo en la primera semana. Desde diciembre de 2017, la canción ha sido descargada más de un millón de veces, convirtiéndose en la quinta canción con un millón de ventas del grupo y actualmente su segundo éxito más vendido, solo detrás de «Russian Roulette» (2016). La canción luego debutó en la segunda posición de Korea K-Pop Hot 100.
Por otro lado, la canción debutó en el cuarto lugar de US Billboard World Digital Song, convirtiéndose en su tercera canción en debutar y alcanzar el mismo puesto después de «Happiness» (2014) y «Rookie» (2017). La versión coreana también debutó en el número 24 y 25 en la lista Billboard Philippine Hot 100 y Billboard Japan Hot 100, respectivamente, marcando la primera entrada (y actualmente la posición más alta) en ambas listas.

## Posicionamiento en listas

### Listas semanales
| Lista (2017)                        | Mejor posición |
| ----------------------------------- | -------------- |
| Japón (Japan Hot 100)               | 25             |
| Filipinas (Philippine Hot 100)      | 24             |
| Corea del Sur (Gaon Digital Chart)  | 1              |
| Corea del Sur (K-pop Hot 100)       | 2              |
| Estados Unidos (World Digital Song) | 4              |

### Lista mensual
| Lista (2017)                       | Mejor posición |
| ---------------------------------- | -------------- |
| Corea del Sur (Gaon Digital Chart) | 2              |

## Historial de lanzamiento
| País          | Fecha              | Formato          | Discográfica                    |
| ------------- | ------------------ | ---------------- | ------------------------------- |
| Corea del Sur | 9 de julio de 2017 | Descarga digital | S.M. Entertainment, Genie Music |
| Mundo         | 9 de julio de 2017 | Descarga digital | S.M. Entertainment              |